# 윤봉춘
윤봉춘(尹逢春, 1902년 3월 23일~1975년 10월 21일)은 일제 강점기와 대한민국의 영화감독, 영화배우, 각본가이며, 본관은 파평, 호(號)는 금원(琴園)이다.

## 생애
1902년 3월 23일 함경북도 회령에서 태어났다. 1918년 회령신흥보통학교 고등과를 졸업한 그는 1919년 3·1 운동에 가담한 혐의로 체포되어 청진 형무소에서 징역 6개월을 복역하였다.
1921년에는 북간도 명동중학을 졸업했으나 1923년 대한독립군 활동 혐의로 다시 체포되어 청진 형무소에서 징역 1년 6개월을 복역했다. 이후 1927년 나운규의 영화 《들쥐》를 통해 영화배우로 데뷔하였으며, 1930년에는 《도적놈》을 통해 영화 감독으로 데뷔했고, 1941년까지 영화 배우를 겸업했다.
1942년까지 작품 활동을 해 왔던 그는 친일 단체인 조선영화인협회의 가입 제의를 받자, 이를 거부하고 1945년에 해방될 때까지 활동을 전면 중단했다.
1945년 광복 후 활동을 재개한 그는 《윤봉길 의사》, 《유관순》, 《고향의 노래》, 《다정도 병이런가》, 《영원한 내 사랑》, 《인생대학 일년생》 등의 영화를 연출하였으며, 1963년에는 한국예술문화단체총연합회 회장을 지내기도 했다.
1975년에 노환으로 사망했다.
1993년 8월 대한민국 정부로부터 생전 죽마고우였던 故 나운규와 함께 건국훈장 애국장을 추서받았다.

## 소속
- 前 한국예술문화단체총연합회 회장

## 학력
- 함경북도 회령보통학교 졸업
- 함경북도 회령 신흥학교 고등과 졸업
- 중국 만주 지린성 룽징 명동중학교 졸업
- 경성 연희전문학교 중퇴

## 직계 가족 및 친척 관계
- 슬하에 2남 4녀(6남매)를 두었다. 장남(첫째아들)은 영화감독 겸 각본가 윤삼륙이고, 3녀(셋째딸)는 배우 윤소정이다.
- 그의 차녀(둘째딸) 윤태옥(Carol Juratovac)은 네덜란드 남성 Charly Juratovav과 결혼하여 네덜란드 시민권을 취득하였다.
- 그의 4녀(넷째딸) 윤태희(Yoon Bush)는 미국 남성 Larry Bush와 결혼하여 미국 시민권을 취득하였다.
- 셋째사위는 배우 오현경(셋째딸 윤소정과 결혼)이다.

## 주요 작품
- 《들쥐》 (1927년) - 윤봉춘의 영화 배우 데뷔 작품
- 《잘 있거라》 (1927년)
- 《금붕어》 (1927년)
- 《사랑을 찾아서》 (1928년)
- 《옥녀 (玉女)》 (1928년)
- 《사나이》 (1929년)
- 《벙어리 삼룡》 (1929년)
- 《승방비곡》 (1930년)
- 《도적놈》 (1930년) - 윤봉춘의 영화 감독 데뷔 작품
- 《큰 무덤》 (1931년)
- 《오몽녀》 (1937년)
- 《도생록 (圖生錄)》 (1938년)
- 《신개지 (新開地)》 (1942년)
- 《삼일혁명기》 (1947년)
- 《윤봉길 의사》 (1947년)
- 《유관순》 (1947년)
- 《애국자의 아들》 (1949년)
- 《백범 국민장 실기》 (1949년)
- 《고향의 노래》 (1954년)
- 《처녀별》 (1956년)
- 《논개》 (1956년)
- 《다정도 병이런가》 (1957년)
- 《영원한 내 사랑》 (1958년)
- 《인생대학 일년생》 (1959년)
- 《한말풍운과 민충정공》 (1959년)
- 《진주탑》 (1960년)
- 《황진이의 일생》 (1961년)
- 《여인천하》 (1962년)